# Charles Sallandrouze de Lamornaix
Charles-Jean Sallandrouze de Lamornaix, né le 27 mars 1808 à Paris et mort le 13 juin 1867 à Paris, est un industriel et un homme politique français.

## Biographie

### Vie familiale

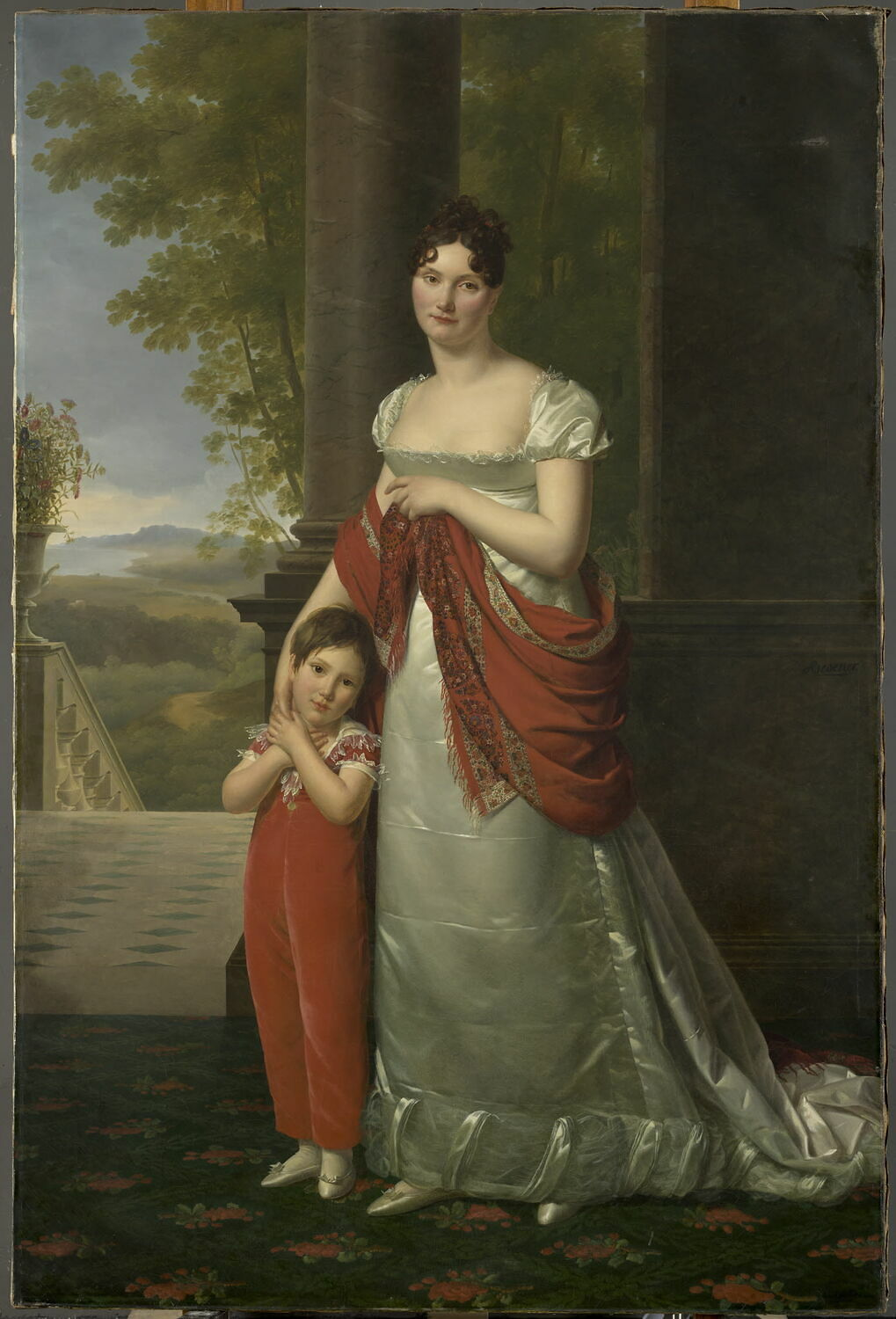
Portrait enfant de Charles Sallandrouze de Lamornaix avec sa mère, peint par Henri-François Riesener (musée du Louvre).

D'une famille originaire de Felletin, Charles Sallandrouze de Lamornaix est le fils du manufacturier Jean Sallandrouze, sieur de Lamornaix (1760-1826), membre du Conseil général des manufactures et chevalier de la Légion d'honneur, et d'Octavie-Geneviève Dabit (1781-1849). Par sa mère, il est le notamment le parent d'Étienne Jumentier et de Nicolas-Pierre Paillart.
Marié à sa cousine germaine Octavie Estier, fille du notaire parisien Charles-Alexis Estier et de Victoire-Eugénie Dabit, et belle-sœur de Casimir Leconte, il est le père de :
- Charles Octave Théodore Sallandrouze de Lamornaix (1834-1897), manufacturier, maire d'Aubusson (1861-1870, 1871-1874 et 1876-1878) et conseiller général de la Creuse (1867-1878), marié à Anna Thérèse de La Parra (petite-fille de Salomon Oppenheim)
- Jean-Charles-Alexandre Sallandrouze de Lamornaix (1840-1899), vice-amiral, chef d'état-major de la marine, marié à Marie Hébert de La Grave.

### Carrière industrielle

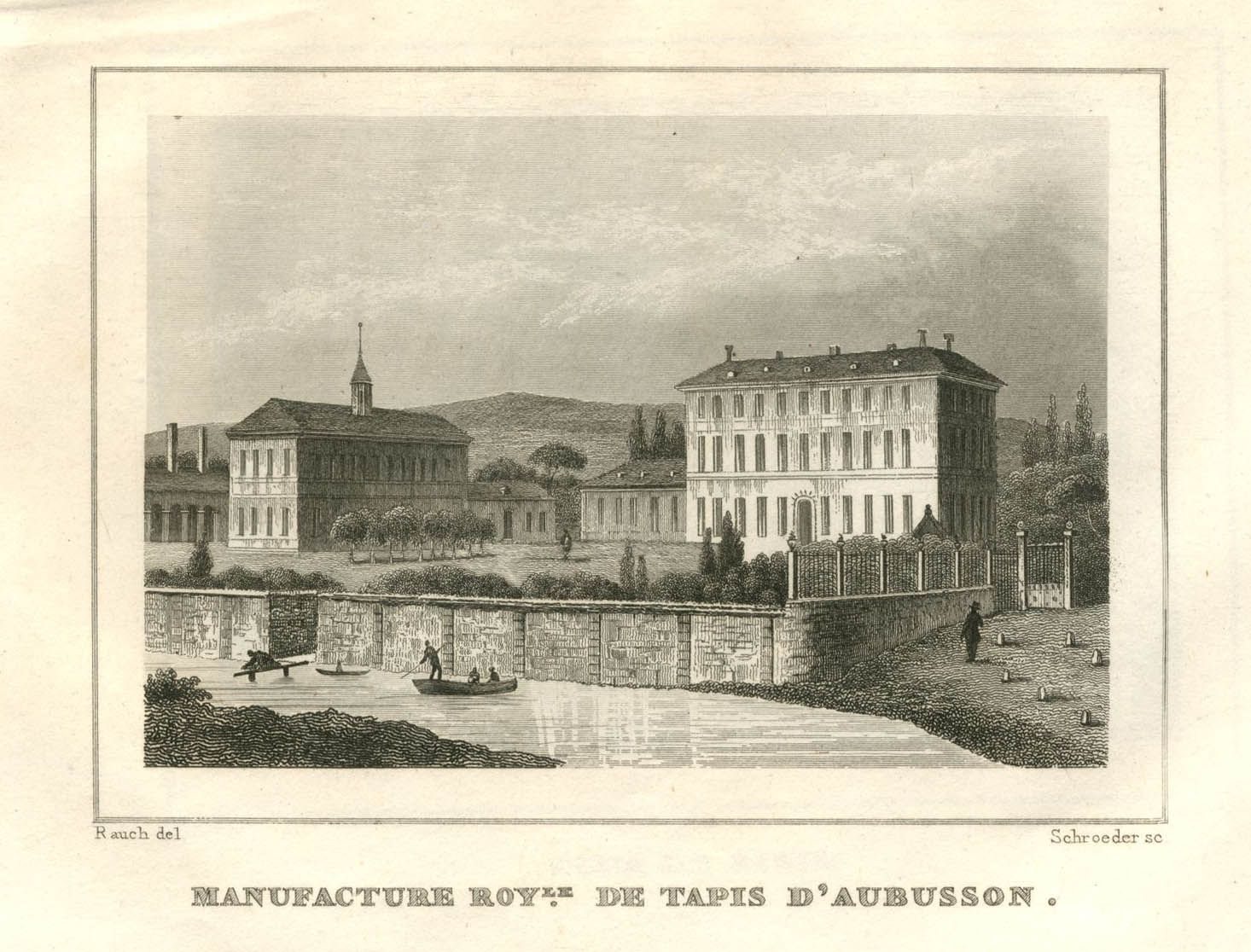
La Manufacture royale de tapis d'Aubusson, qu'il hérite de son père.

À l'âge de dix-huit ans, il devient propriétaire et directeur des manufactures de tapisseries d'Aubusson et de Felletin, dans la Creuse, fondées par son père en 1802. Il acquiert l'hôtel de Montholon, situé au no 23 boulevard Poissonnière à Paris, pour l'employer comme dépôt général et boutique parisienne des manufactures Sallandrouze.
Il s'intéresse aux questions économiques et industrielles, publiant en 1829 la Législation des brevets d'invention. 
Président de la chambre consultative des arts et manufactures d'Aubusson, membre du Conseil général des Arts et manufactures au ministère du Commerce (1840) et rapporteur de la commission des brevets d'invention, il est chargé par le gouvernement d'une mission en Espagne en 1845, afin d'y étudier la situation économique. À son retour, il est nommé chevalier puis officier (1847) de la Légion d'honneur. Il est également décoré de l'ordre de Charles III d'Espagne et de l'ordre d'Isabelle la Catholique à la même époque.

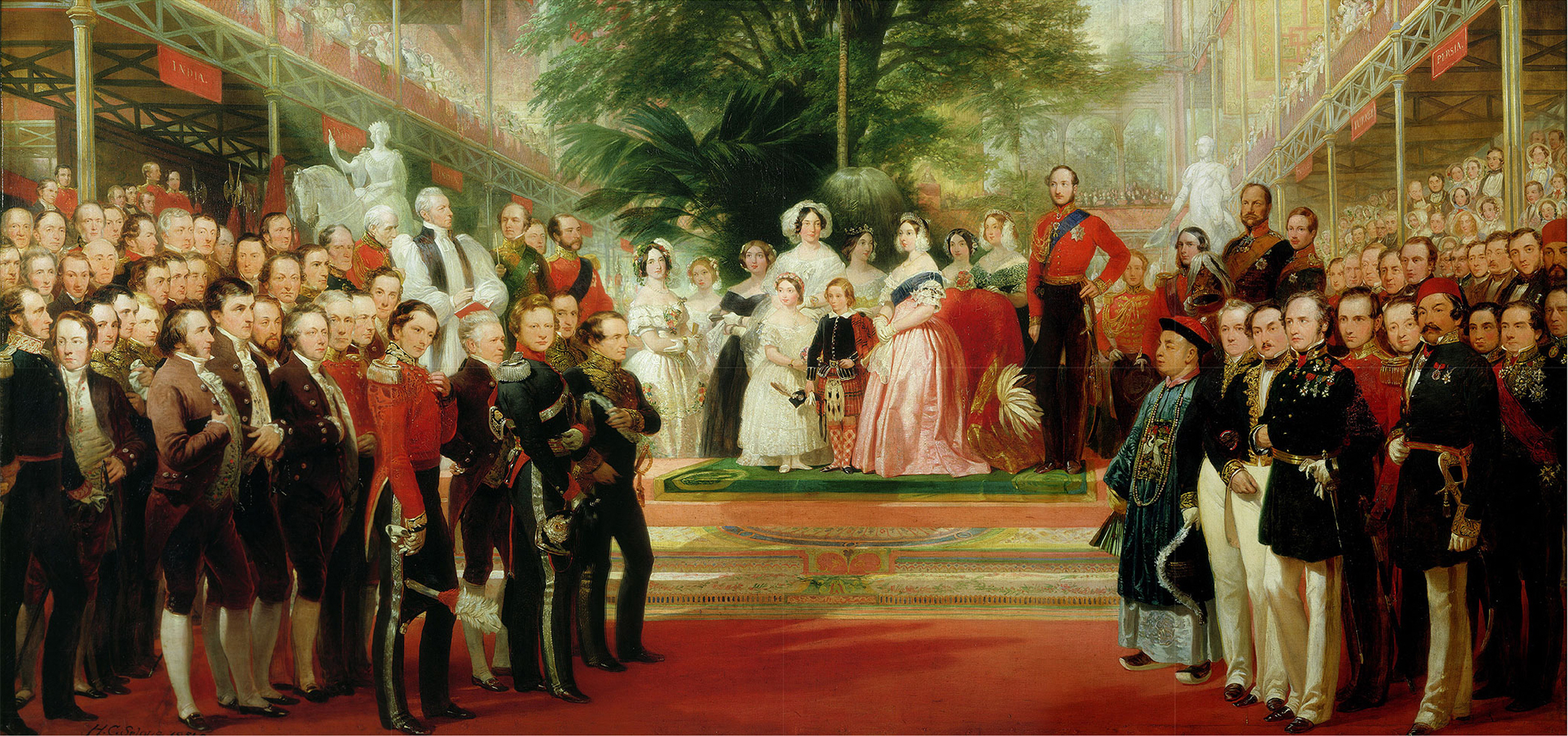
Sallandrouze de Lamornaix représenté (à droite) à l'ouverture par la reine de la grande exposition, le 1er mai 1851.

Primé à différentes expositions, il est commissaire général et délégué du gouvernement français à l'exposition universelle de 1851 à Londres, vice-président du jury à celle de Paris en 1855 et membre adjoint de la Commission impériale de celle de 1867. 
Il est fait commandeur de l'ordre du Christ et de l'ordre de Léopold en 1851,.
Il est membre de la Société internationale des études pratiques d'économie sociale et collabore au Dictionnaire des arts et manufactures de Charles Laboulaye.

### Carrière politique
Commandant de la garde nationale d'Aubusson et membre du Conseil général de la Creuse pour le canton d'Aubusson de 1841 à sa mort, il se présente aux élections législatives dans le deuxième collège de la Creuse, à Aubusson, mais est battu, le 9 juillet 1842, par Étienne-Émile Cornudet des Chaumettes, avec 80 voix contre 127. 
Quatre ans plus tard, le 1er août 1846, il est cette fois élu par 128 voix sur 248 votants et 270 inscrits dans le même collège contre M. de Nalèche. À la Chambre, c'est un député indépendant et libéral-conservateur. Il soumet un amendement demandant des réformes « sages, modérées, parlementaires » qui est rejeté par la Chambre le 17 février 1848.
Après la révolution de 1848 et la proclamation de la Deuxième République, il est élu cinquième des sept représentants de la Creuse à l'Assemblée constituante par 18 949 voix sur 49 820 votants. Siégeant à droite, il fait partie du comité du Travail, vote pour les poursuites contre Louis Blanc et Caussidière, pour l'incompatibilité des fonctions, pour l'ensemble de la Constitution, pour l'interdiction des clubs et pour l'expédition de Rome. Il refuse la candidature aux élections législatives de 1849.
Rallié à la politique de Louis-Napoléon Bonaparte, il approuve le coup d'État du 2 décembre 1851 et se fait élire au Corps législatif comme candidat du gouvernement dans la deuxième circonscription de la Creuse le 29 février 1852 par 22 266 voix sur 23 560 votants et 37 951 inscrits, puis le 22 juin 1857 par 17 963 voix sur 18 224 votants et 37 254 inscrits et le 1er juin 1863 par 17 110 voix sur 18 643 votants et 35 563 inscrits. Membre de la majorité, il est promu officier de la Légion d'honneur le 1er janvier 1847. 

## Publications

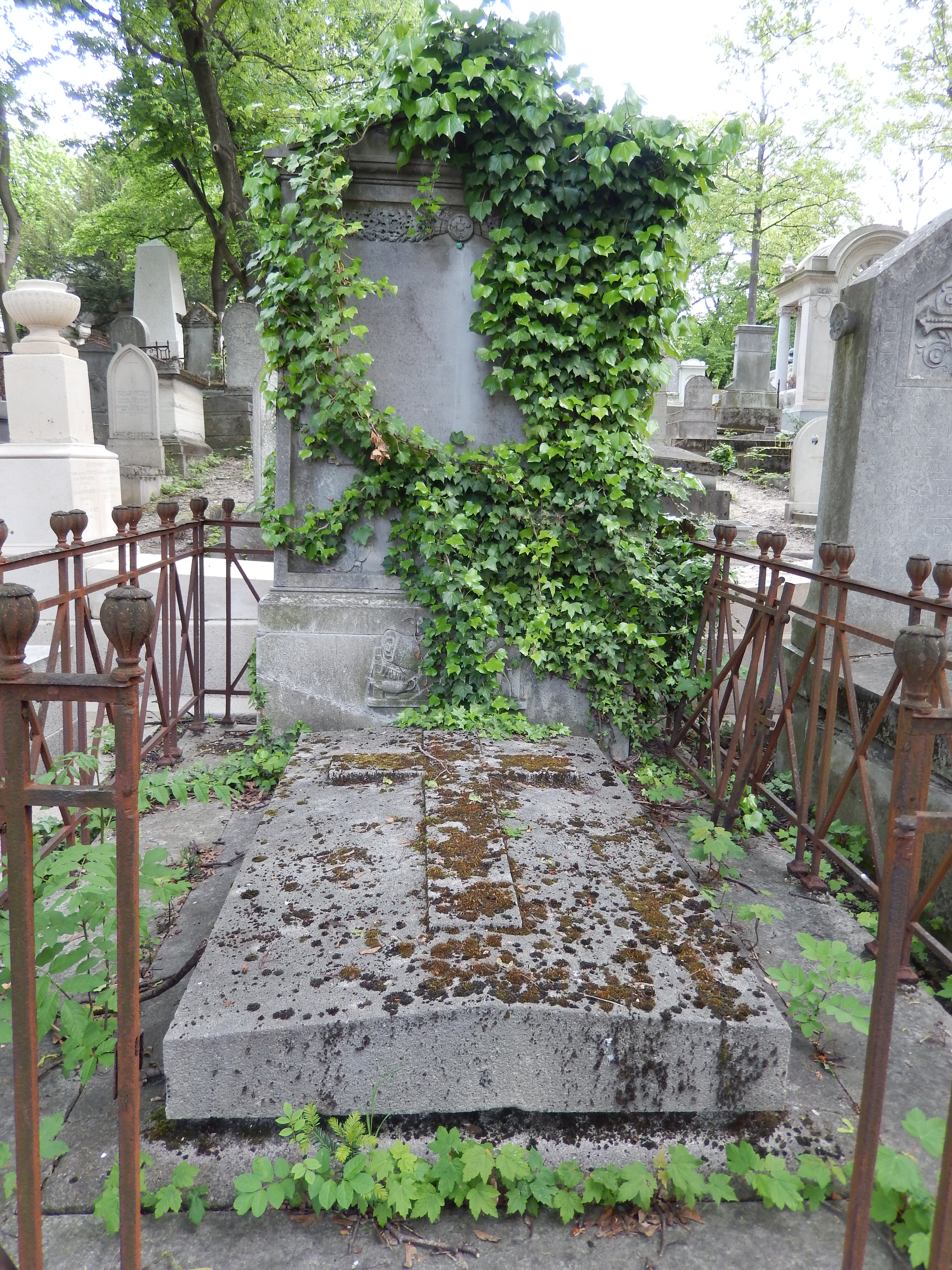
Tombe de Charles Sallandrouze (cimetière du Père Lachaise, division 28)

- Législation des brevets d'invention (1829)
- Rapport sur l'organisation industrielle de l'Espagne (1846)
- Lettres industrielles (1846)

## Mandats de députés
- 01/08/1846 - 25/02/1848 : Creuse
- 23/04/1848 - 26/05/1849 : Creuse
- 29/02/1852 - 27/11/1857 : Creuse
- 21/06/1857 - 04/11/1863 : Creuse
- 31/05/1863 - 13/06/1867 : Creuse

## Sources
- « Charles Sallandrouze de Lamornaix », dans Adolphe Robert et Gaston Cougny, Dictionnaire des parlementaires français, Edgar Bourloton, 1889-1891 [détail de l’édition]
- Edouard Foucaud, Les artisans illustres, Bethune et Plon, 1841
- Gustave Vapereau, Dictionnaire universel des contemporains, Hachette, 1858
- Albert Castel, Les tapisseries, 1876
- Biographie des 900 représentants à la Constituante et des 750 représentants à la Législative: session de 1849, Lecou, 1849
- Léon Séché, La Jeunesse dorée sous Louis-Philippe: Alfred de Musset - De Musard à la reine Pomaré - La Présidente, 1910
- Jean-François Luneau (dir.), Sallandrouze de Lamornaix 1801-1878. Histoire d’une manufacture d’exception, Silvana Editoriale, 2021